# Carl Friedrich von Schall

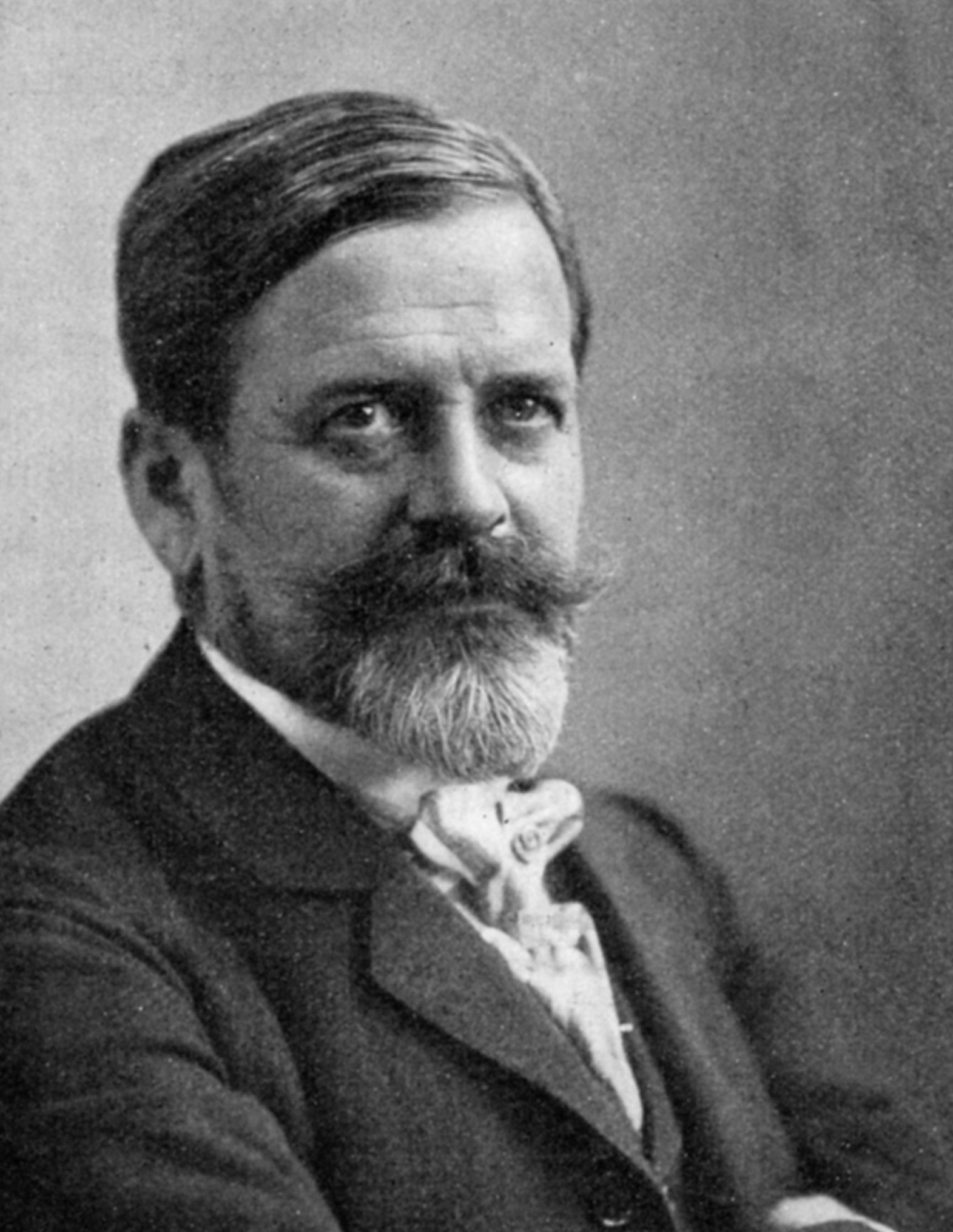
Carl Friedrich von Schall

Carl Friedrich Schall, seit 1887 von Schall, (* 26. Mai 1843 in Waldsee; † 20. Februar 1911 in Stuttgart) war ein deutscher Verwaltungsjurist und württembergischer Beamter, der als Staatsrat und Landtagsabgeordneter politisch wirkte. 

## Familie
Carl Friedrich Schall war der Sohn des Kameralverwalters Wilhelm Ludwig Schall (1798–1872) und dessen Ehefrau Sophie Luise Schall geb. Pfeilsticker (1811–1852) und hatte vier Geschwister. Er war mit Johanna Friederike Fanny geb. Seeger (1850–1936) verheiratet. Aus der Ehe gingen drei Kinder hervor.

## Leben
Carl Friedrich Schall studierte von 1861 bis 1865 Rechts- und Staatswissenschaften an der Eberhard Karls Universität Tübingen. Er war seit 1862 Mitglied der Tübinger Königsgesellschaft Roigel, zuletzt Ehrenvorsitzender des Altherrenvereins. 1865 und 1866 legte der die Staatsexamina für den Finanzdienst ab und wurde 1867 zum mit der Arbeit Über die wirthschaftliche Natur der Staatsthätigkeit zum Dr. oec. publ. promoviert. Zu Beginn seiner beruflichen Laufbahn verwendete man ihn in verschiedenen Bezirkssteuerämtern und bei der Steuerdirektivbehörde. 1872 wechselte er zum Finanzministerium, dort wurde er 1879 Finanzrat. 1883 wechselte er zur Generaldirektion der Königlich Württembergischen Staats-Eisenbahnen, 1885 wurde er dort Ministerialrat und 1887 Abteilungsdirektor der Verwaltungs- und Bauabteilung. Am 15. Oktober 1890 ernannte man ihn zum Staatsrat und zum ordentlichen Mitglied des Geheimen Rats. Im Herbst 1907 trat er wegen schlechter Gesundheit in den Ruhestand. Er starb an einer Blutvergiftung und wurde auf dem Pragfriedhof bestattet.

## Politik
1889 wurde Carl Friedrich von Schall im Wahlbezirk Maulbronn in die zweite Kammer des Württembergischen Landtags gewählt, er legte das Mandat jedoch wegen seiner Ernennung zum wirklichen Staatsrat schon im November 1890 nieder.
Am 30. März 1898 trat er erneut in den Landtag ein, da er zum lebenslangen Mitglied der ersten Kammer ernannt worden war. Er übte dieses Mandat bis zu seinem Tod aus.  

## Ehrungen
- 1886: Kommandeurkreuz II. Klasse des Ordens vom Zähringer Löwen
- 1887: Ehrenkreuz des Ordens der Württembergischen Krone, verbunden mit dem persönlichen Adelstitel (Nobilitierung)
- 1895: Kommenturkreuz des Ordens der Württembergischen Krone
- 1898: Kommenturkreuz I. Klasse des Friedrichs-Ordens
- 1907: Großkreuz des Friedrichs-Ordens
- bayerischer Verdienstorden II. Klasse vom Heiligen Michael
- Silberne Jubiläumsmedaille